# Laguna del Carmen
Laguna del Carmen är en ort i Mexiko.   Den ligger i kommunen San Lucas och delstaten Chiapas, i den sydöstra delen av landet, 700 km öster om huvudstaden Mexico City. Laguna del Carmen ligger 1 471 meter över havet och antalet invånare är 567.
Terrängen runt Laguna del Carmen är varierad. Runt Laguna del Carmen är det ganska glesbefolkat, med 30 invånare per kvadratkilometer. Närmaste större samhälle är San Cristóbal de las Casas, 11,6 km nordost om Laguna del Carmen. Omgivningarna runt Laguna del Carmen är en mosaik av jordbruksmark och naturlig växtlighet.